# Herpetogramma thestealis
Herpetogramma thestealis es una especie de polilla del género Herpetogramma, categorizada en la tribu Herpetogrammatini, de la subfamilia Spilomelinae. Fue descrita por Francis Walker en 1859.

## Descripción
La envergadura de las alas es de 29-38 mm.

## Distribución
Se distribuye por América del Norte: Estados Unidos y Canadá.